# Rudolf Weiß (SS-Mitglied)

Rudolf Weiss

Rudolf August Vinzent Weiß, auch Rudolf Weiss, (* 31. Mai 1899 in Berlin; † 22. Februar 1945 in Lieberose) war ein deutscher Politiker der NSDAP. Er war Mitglied des Reichstags sowie SS- und Polizeiführer (SSPF) und wurde zuletzt 1939 zum SS-Brigadeführer befördert.

## Leben
Weiß besuchte von 1905 bis zum 1. Oktober 1915 die Volksschule in Berlin-Niederschönhausen und in Berlin-Steglitz die Realschule, die er mit der Obersekundareife beendete. Am Tag seines Schulabschlusses meldete er als Kriegsfreiwilliger im Ersten Weltkrieg und wurde im Grenadier-Regiment 2 in Stettin eingesetzt. Am 1. März 1916 wurde er in das Infanterie-Regiment 140 versetzt und 1918 zum Vizefeldwebel befördert. Aus dem Militärdienst wurde er am 23. Dezember 1918 entlassen. Er trat am 7. Januar 1919 in den Freikorps von Klewitz ein, dem späteren Reichswehr-Regiment 6, und betätigte sich von 1919 bis 1930 in den Organisationen Wehrwolf und der Sturmabteilung Roßbach. Ab November 1919 war er bei der Reichspost tätig und stieg dort bis zum Obertelegrafeninspekteur auf.
Im Mai 1930 trat Weiß der NSDAP (Mitgliedsnummer 237.711) und der SS (SS-Nr. 4.299) bei. Von August 1932 bis August 1934 war er Führer der 42. SS-Standarte. Nach der Machtergreifung 1933 wurde er als Amtsrat in das Reichs- und Preußische Innenministerium berufen. Ab März 1933 war er Stadtverordneter in Berlin. Ab November 1933 gehörte er für den Wahlkreis 2 (Berlin West) und ab 1938 für den Wahlkreis 6 (Pommern) bis zu seinem Tod dem Reichstag an. Außerdem war er 1934 Ratsherr in Berlin. Er wurde am 28. März 1934 in das Preußische Innenministerium übernommen, wo er als Ministerialamtmann tätig war. Im September 1934 wurde er, nachdem er eine Anordnung eines Polizisten während eines Aufmarsches im Juni 1934 ignoriert hatte, mit einem einfachen Verweis bestraft. Im darauffolgenden Oktober wurde er vom SS-Oberabschnittsführer Ost mit einem strengen Verweis bestraft. Vom 1. Januar 1935 wurde er bis zum 1. April 1939 vom Innenministerium beurlaubt, um Verwendung in der SS zu finden. Er war bis März 1936 hauptamtlicher Führer des SS-Abschnitts 39 in Mannheim. Am 10. Dezember 1935 wurde er wegen fahrlässiger Körperverletzung und zu schnellen Fahrens zu vier Tagen Haft verurteilt. Ab März 1936 war er bis Juli 1938 hauptamtlicher Führer des SS-Abschnitts 13 in Stettin und von 1938 bis November 1944 war er Landesgruppenführer der Landesgruppe Westfalen des Reichsluftschutzbunds. Im Juli 1939 war er zum Generalluftschutzführer befördert worden.  Vom 1. Dezember 1942 bis zum 31. August 1943 wurde er zum Kriegsdienst einberufen und war nach seiner Rückkehr in der Waffen-SS eingesetzt. Von Oktober 1943 bis offiziell zum 21. März 1944 war er vertretungsweise SS- und Polizeiführer in Nikolajew. Von Januar bis April 1944 war er Polizeipräsident in Saarbrücken. Zusätzlich war er seit Januar 1944 offiziell als Polizeipräsident in Metz tätig. 
Nachdem die Alliierten nach Metz anrückten, flüchtete er am 1. September 1944. Aus diesem Grund wurde er im darauffolgenden Oktober zu der von Oskar Dirlewanger geführten SS-Sondereinheit Dirlewanger strafversetzt. Zwei Monate später wurde wegen seines Dienstvergehens auch ein Ermittlungsverfahren gegen ihn eingeleitet, dieses wurde allerdings bis Kriegsende ausgesetzt. Weiß fiel Ende Februar 1945 bei Kampfhandlungen in Lieberose bei Cottbus.